# Seattle Sounders (1994)
Seattle Sounders is een voormalige Amerikaanse voetbalclub uit Seattle.
De club werd in 1994 opgericht en was vernoemd naar voormalige NASL club Seattle Sounders.
De club ging in de A-League spelen en was direct succesvol. In 2005 werd de A-League de USL First Division. Eind 2008 werd de club opgeheven omdat vanuit de eigen organisatie de nieuwe MLS club Seattle Sounders FC opgericht werd die op het hoogste niveau ging spelen.
In 1996 nam de club deel aan de CONCACAF Champions Cup waarin het als vierde eindigde.

## Erelijst
- A-League

Winnaar: 1995, 1996 (2x)
Finalist: 2004
- USL First Division

Winnaar: 2005, 2007 (2x)
- Commissioner's Cup

Winnaar: 2007 (1x)

## Seizoenenoverzicht
| Seizoen | Divisie | Competitie         | Eindresultaat | Play-offs               | Open Cup             |
| ------- | ------- | ------------------ | ------------- | ----------------------- | -------------------- |
| 1994    | 1       | APSL               | 1e            | 1/2 finale              | Niet aan deelgenomen |
| 1995    | 2       | A-League           | 2e            | Kampioen                | 1/2 finale           |
| 1996    | 2       | A-League           | 3e            | Kampioen                | 1/4 finale           |
| 1997    | 2       | USISL A-League     | 2e, Pacific   | Finalist                | Niet gekwalificeerd  |
| 1998    | 2       | USISL A-League     | 2e, Pacific   | Conference Halve finale | Niet gekwalificeerd  |
| 1999    | 2       | USL A-League       | 3e, Pacific   | Conference Halve finale | R3                   |
| 2000    | 2       | USL A-League       | 1e, Pacific   | Conference Halve finale | R2                   |
| 2001    | 2       | USL A-League       | 5e, West      | Niet gekwalificeerd     | Niet gekwalificeerd  |
| 2002    | 2       | USL A-League       | 1e, Pacific   | Conference Halve finale | R3                   |
| 2003    | 2       | USL A-League       | 1e, Pacific   | Conference Halve finale | 1/4 finale           |
| 2004    | 2       | USL A-League       | 4e, West      | Finalist                | Niet gekwalificeerd  |
| 2005    | 2       | USL First Division | 4e            | Kampioen                | R3                   |
| 2006    | 2       | USL First Division | 7e            | Niet gekwalificeerd     | R3                   |
| 2007    | 2       | USL First Division | 1e            | Kampioen                | 1/2 finale           |
| 2008    | 2       | USL First Division | 5e            | 1/4 finale              | 1/2 finale           |